# Christoph Cuntzius
Christoph Cuntzius (auch Contius oder Cuncius) (* 1676 in Wernigerode; † 8. November 1722 in Halle (Saale)) war ein deutscher Orgelbauer.

## Leben und Werk
Von 1704 bis 1710 war er Orgelbauer in Wernigerode, von 1710 bis 1713 in Halberstadt. Ab 1713 befand sich seine Werkstatt in Halle.
Sein Sohn Heinrich Andreas Contius übersiedelte 1762 nach Estland und wurde im 18. Jahrhundert der führende Orgelbauer des Baltikums.

## Werk
Auf Vermittlung von Andreas Werckmeister stimmte er 1704 die Gröninger Orgel temperiert. Die Renovierung der verfallenen Orgel brachte ihm viel Lob ein.
Nachgewiesen sind sieben Neubauten. Hinzu kommen einige Orgelumbauten, Erweiterungen und Renovierungen. Die Orgel in Abbenrode ist das einzige seiner nahezu vollständig erhaltenen Werke. In Hornburg und Halle sind lediglich die prachtvollen Prospekte von Cuntzius erhalten. Seine größeren Orgeln verfügen über kein Rückpositiv und Brustwerk, sondern über ein Oberwerk. Der Prospekt des Hauptwerks ist durch einen mittleren Rundturm und zwei Spitztürme geprägt, die durch Flachfelder verbunden werden. Die runden Pedaltürme werden durch Flachfelder mit dem Hauptwerk verbunden. Die Gesimse sind reich profiliert und werden von Figuren bekrönt.

## Nachgewiesene Werke
Die Größe der Instrumente wird in der fünften Spalte durch die Anzahl der Manuale und die Anzahl der klingenden Register in der sechsten Spalte angezeigt. Ein großes „P“ steht für ein selbstständiges Pedal. Eine Kursivierung zeigt an, dass die betreffende Orgel nicht mehr erhalten ist.
| Jahr      | Ort                        | Kirche                 | Bild | Manuale | Register | Bemerkungen |
| --------- | -------------------------- | ---------------------- | ---- | ------- | -------- | --- |
| 1706      | Tharschengen (Dardesheim?) |                        |      |         |          | Neubau; nicht erhalten |
| 1708      | Abbenrode                  | St. Andreas            |      | I/P     | 15       | Bau einer neuen Orgel; fast vollständig erhalten |
| um 1708   | Hornburg                   | Beatae Mariae Virginis |      | II/P    | 32       | Neubau; Prospekt erhalten |
| 1713–1714 | Stiege (Harz)              | Stieger Kirche         |      | I       |          | Neubau; nicht erhalten |
| 1713–1716 | Halle (Saale)              | Marienkirche           |      | III/P   | 65       | Bau einer neuen Orgel für 6300 Taler; 1984 neues Werk von Alexander Schuke hinter dem Cuntzius-ProspektBeitrag zur Orgel (mit Disposition von Contius) |
| 1716      | Merseburg                  | St. Maximi             |      |         |          | Riss und Disposition für den Bau einer neuen Orgel in der Kirche (nicht ausgeführt)                                                                    |
| 1716      | Halle (Saale)              | St. Ulrich             |      | III/    | 39       | Erweiterung; nicht erhalten |
| 1719      | Halberstadt                | St. Johannis           |      | III/P   | 36       | Umbau der Orgel von 1608; nicht erhalten |
| 1718–1720 | Halle (Saale)              | St. Georgen            |      |         |          | Neubau; nicht erhalten |
| 1720      | Glaucha                    | St. Georgen            |      |         |          | Neubau; nicht erhalten |
| 1721      | Halberstadt                | St. Pauli              |      |         |          | Neubau; nicht erhalten |